# Deliberatio
A latin nevén Deliberatio ('értekezés, elmélkedés'), teljes nevén Deliberatio Gerardi Moresauae ecclesiae episcopi supra hymnum trium puerorum, azaz A marosi egyház püspökének, Gellértnek értekezése a három ifjú énekéről egy középkori latin nyelvű teológiai értekezés, melynek szerzője Szent Gellért (977–1046). A nagy terjedelmű alkotás az egyik legkorábbi középkori magyarországi irodalmi alkotás.

## Története
A velencei születésű, később a Magyar Királyság területére jött Szent Gellért püspöki munkája mellett teológiai értekezéseket is írt, ezek azonban elvesztek a halála után.
Több, mint 700 éven keresztül úgy tudták, hogy minden írása elveszett. A 18. század elején Karl Meichelbeck (1669–1734) német történetíró talált rá a freisingi káptalan könyvtárában, és 1724-ben beszámolt kutatásairól Historia Freisingensis című könyvében. A művet először Batthyány Ignác (1741–1798) gyulafehérvári püspök adta ki nyomtatásban 1798-ban Gyulafehérvárott Sancti Gerardi episcopi Chanadiensis scripta et acta hactenus inedita címmel, miután Bécsben lemásoltatta a kéziratot.
Magyar fordítása a latin eredetivel 1999-ben látott napvilágot.
2018-ban a mű fakszimile kiadásban is megjelent Martin Roos (1942–) temesvári nyugalmazott püspök kezdeményezéséből.

## Jellemzői
A Deliberatiot Szent Gellért élete vége felé írhatta. Az értekezés a bibliai Dániel könyvében szereplő történet, a Nabukodonozor babilóniai király által tüzes kemencébe vetett zsidó ifjak énekéhez fűz elmélkedéseket, amelyek között megtalálhatóak dogmatikus elmefuttatások, bibliai értelmezések, erkölcsi oktatások, elvont bölcselkedések, nyelvészeti, történeti és természettudományi elemek. Több helyen saját korának egyes történéseivel von párhuzamot.
A művelt Szent Gellért írásánál Platón (Kr. e. 427–347), Szent Jeromos (347–420), Szent Ambrus (339–397), Szent Ágoston (354–420), Nagy Szent Gergely (540–604), Sevillai Szent Izidor (556–636), Beda Venerabilis (673–735) és Cassiodorus (487–583) könyveit használta forrásokul.
Nyelve nehezen érthető. A mű befejezetlen, mert a tizennyolc versből álló szentírási éneknek csak az ötödik verséig jut el.
A Deliberatio a középkori latin irodalom jelentős alkotása. Magyarországon ilyen jellegű alkotás ezt követően még hosszú időn át nem készült.

## Kiadások
- Deliberatio. Gerardi Moresanae aecclesiae episcopi Svpra Hymnum trium Pverorum / Elmélkedés. Gellért, a marosi egyház püspöke A három fiú himnuszáról, Scriptum Kiadó, Szeged, 1999, ISBN 963-8335-71-8[4]

## További irodalom
- Vajda Tamás: Magányos remekmű a XI. századból
- Batthyány Ignác: Sancti Gerardi episcopi Chanadiensis scripta et acta hactenus inedita. Gyulafehérvár, 1790.
- Ompolyi Mátrai Ernő: A bölcsészet Magyarországon a skolasztika korában. Budapest, 1878.
- Fejérpataky László: Irodalmunk az Árpádok korában. Budapest, 1878.
- Karácsonyi János: Szent Gellért csanádi püspök élete és művei. Budapest, 1887.
- Pauler Gyula bírálata Karácsonyi János könyvéről. Századok. 1888. évf.
- Karácsonyi János Szent Gellért püspök müncheni kódexe. Magyar Könyvszemle. 1894. évf.
- Békesi Emil: Magyar írók az árpádházi királyok korában. Katolikus Szemle. 1896. évf.
- Hajdu Tibor és Zoltvány Irén tanulmányai a bencés rendtörténetben: A pannonhalmi Szent Benedek-rend története. I. köt. Szerk. Erdélyi László. Budapest, 1902.
- Fenczik István: Szent Gellért helye a filozófia történetében. Budapest, 1918
- Balogh József: Szent Gellért és a Symphonia Ungarorum. Magyar Nyelv. 1926. évf.
- Kühár Flóris: Szent Gellért Bakonybélben. Pannonhalmi Szemle. 1927. évf.